# Prociphilus ligustrifoliae
Prociphilus ligustrifoliae är en insektsart som först beskrevs av Tseng och Tao 1938.  Prociphilus ligustrifoliae ingår i släktet Prociphilus och familjen långrörsbladlöss. Inga underarter finns listade i Catalogue of Life.